# Vágluka
Vágluka (szlovákul Lúka) község Szlovákiában, a Trencséni kerületben, a Vágújhelyi járásban.

## Fekvése
Vágújhelytől 14 km-re délkeletre, a Vág bal partján fekszik.

## Története
1246-ban még a magyar "Rethy" alakban említik először. 1263-ban "Luka", 1348-ban "Rety" néven szerepel a korabeli forrásokban. Mai neve a szláv "luk" = rét főnévből származik. Királyi birtok, Temetvény várának uradalmához  tartozott. 1715-ben szőlőskertje, 18 jobbágy és 17 zsellérháza volt. 1753-ban 64 család élt a községben. 1787-ben 77 házát 590-en lakták. 1828-ban 99 házában 693 lakos élt, akik főként mezőgazdasággal foglalkoztak. A falu mezőgazdasági jellegét később is megőrizte.
Vályi András szerint "LUKA. Tót falu Nyitra Várm. földes Ura G. Sándor Uraság, a’ kinek kastéllyával ékesíttetik, lakosai katolikusok, fekszik Vág Újhelyhez másfél mértföldnyire, határja ollyan, mint Horkának és Hradeknek."
Fényes Elek szerint " Luka, tót falu, Nyitra vmegyében, a Végh bal partján: 536 kath., 80 evang., 29 zsidó lak. F. u. a temetvényi uradalom. Ut. p. Galgócz."
Nyitra vármegye monográfiája szerint "Luka, vágvölgyi tót község a temetvényi várhegy alján, Kis-Modró mellett, Hrádektól délre. Lakosainak száma 554, vallásuk túlnyomóan r. katholikus, az ág. evangelikusok a lakosság negyedrészét teszik. Postája Nagy-Modró, táviró- és vasúti állomása Brunócz. A XIII. századbeli oklevelekben „Réthy” név alatt szerepel e község, amely akkoriban királyi birtok volt. A faluban magas domboldalon áll báró Mednyánszky Imre szép kastélya, melyet a Sándor család építtetett. E kastély sok kézen fordult meg. A Sándor családtól a Ghyczyek birtokába került, azután gróf Degenfeld-Schomburg Adolf tulajdona lett, majd ismét a Sándor családé, végre Tóth Jánosnéé, akitől a jelenlegi tulajdonosra szállt. A kastély előkelő izléssel és kényelemmel van berendezve; terrasszáról gyönyörű kilátás nyilik a Vág völgyére."
A trianoni békeszerződésig Nyitra vármegye Vágújhelyi járásához tartozott.

## Népessége
| Év:            | 1994. | 2004.   | 2014.    | 2024.    |
| -------------- | ----- | ------- | -------- | -------- |
| Emberek száma: | 553   | 577     | 657      | 734      |
| Eltérés:       |       | +4,33 % | +13,86 % | +11,71 % |

| Év:            | 2023. | 2024.   |
| -------------- | ----- | ------- |
| Emberek száma: | 723   | 734     |
| Eltérés:       |       | +1,52 % |

1910-ben 523, túlnyomórészt szlovák anyanyelvű lakosa volt.
2001-ben 554 lakosából 550 szlovák volt.
2011-ben 621 lakosából 601 szlovák volt.

## Neves személyek
- Itt született 1750-ben Sándor István író, bibliográfus.

## Nevezetességei
- A Sándor család kastélya 1674-ben épült késő reneszánsz stílusban. A 18. század második felében barokk stílusban építették át.

## Külső hivatkozások
- E-obce.sk Archiválva 2009. április 24-i dátummal a Wayback Machine-ben
- Községinfó
- Községinfó Szlovákia térképén